# Хилков, Фёдор Андреевич (окольничий)
Не путать с князем Фёдором Андреевичем Хилковым Молодым (ум. 1657).
Князь Фёдор Андреевич Хилков — стольник и окольничий во времена правления Алексея Михайловича, Фёдора Алексеевича, правительницы Софьи Алексеевны, Ивана V и Петра I Алексеевичей.
Из княжеского рода Хилковы. Единственный сын князя Андрея Васильевича Хилкова.

## Биография
В 1668-1692 годах в Боярской книге показан стольником. В январе 1671 года, на бракосочетании царя Алексея Михайловича с Натальей Кирилловной Нарышкиной нёс первым государеву свечу. Указано, что после он пожалован в окольничии, но когда в сей чин пожалован — не указано.
В мае 1677 года, вместе с сыном, объезжие головы в Московском кремле. Были поставлены в подчинение главе Стрелецкого приказа (назначал их обычно Разрядный приказ, а подчинены они были Земскому приказу) боярину и князю Юрию Алексеевичу Долгорукову. Князь Фёдор Андреевич, поставленный старшим объезжим головой, вместе с сыном, князем Фёдором, начал местничать с князем Ю.А. Долгоруковым по поводу назначения, но ему было сказано: "тут николи мест ни с кем и челобитья ничьего ни на кого в том не бывало". В конце концов на его место был назначен князь А.Н. Щербатов, однако отец и сын вскоре обнаружили, что дьяк Василий Григорьевич Семёнов зарегистрировал отставку с формулировкой, объясняющей её — болезней князя Фёдора Андреевича. Хилковы посчитали это унижением для себя и заявили, что их родители были выше родителей Ю.А. Долгорукова. Но влиятельность могущественного вельможи сыграли свою роль: по указу Государя Фёдора Алексеевича было велено записать их ниже Долгоруковых на основании шаткого доказательства — боярин князь А.В. Хилков "сказывал боярство" князю А.М. Львову "а Львовы с ними, Долгоруковыми, бывали". Обоих Хилковых приговорили за "невежливое челобитье" к наказанию, "бить батоги", а за бесчестье к князю Ю.А. Долгорукову "что они били челом не делом и кричали и бесчестили многими словами" — послать в тюрьму. В тот же день они были наказаны батогами в "жилецком подклете", "посланы в тюрьму" и тут же освобождены. Таким образом отец с сыном предпочли поражение "тихой" отставке, опасаясь понизить свой статус.

## Семья
От брака с неизвестной имел детей:
- Князь Хилков Фёдор Фёдорович  — комнатный стольник.

## Критика
Родство князя Фёдора Андреевича Хилкова показано по труду М.Г. Спиридова, в связи с тем, что в поколенной росписи поданной в 1682 году в Палату родословных дел эти данные подтверждаются и в это время был ещё жив сам князь Фёдор Андреевич. Эти данные подтверждаются и местническим делом князя Ю.А. Долгорукова, когда отцу Фёдору Андреевичу и сыну Фёдору Фёдоровичу было сказано "и лучший сродник их, князь Андрей Васильевич сказывал боярство князю А.М. Львову". В 1637 году князь Фёдор Андреевич Хилков вместе с сыном Фёдором, продали пустошь Бутынка в Гоголевом стане Московского уезда, и в купчей князь Фёдор Андреевич называет своим отцом боярина и князя Андрея Васильевича.
В труде А.П. Барсукова указаны службы воеводы и окольничего Фёдора Андреевича Хилкова, но это относится к Фёдору Андреевичу Молодому, хотя имеется вероятность и смешивание служб на раннем этапе карьеры.
У П.В. Долгорукова в "Российской родословной книге", князь Фёдор Андреевич (№ 35) показан сыном князя Андрея Ивановича Хилкова (№ 31) и у него показаны ещё два брата, князя Андрей и Иван Андреевичи, но в поколенной росписи князей Хилковых в 1682 году они значатся детьми Андрея Яковлевича (Якова) Хилкова.
П.Н. Петров в "Истории родов русского дворянства" повторяет туже ошибку, что и П.В. Долгоруков.